# Mount Canlaon
De vulkaan Canlaon (ook: Kanlaon) is met 2435 meter de hoogste berg van het eiland Negros. De vulkaan ligt in de provincies Negros Oriental en Negros Occidental op ongeveer 36 km ten zuidoosten van de stad Bacolod. De top ligt op de grens tussen beide provincies. Mount Canloan behoort tot de 5 meest actieve vulkanen van de Filipijnen. Sinds 1819 is de vulkaan ruim 30 keer actief geweest, voornamelijk freatische erupties. De meest recente periodes van activiteit waren:
- Op 10 augustus 1996 barstte de vulkaan onverwachts uit. Op dat moment liepen 24 bergbeklimmers op de vulkaan, onder wie tien Belgen. Een Brit en twee Filipino's kwamen om het leven.
- Van januari tot maart 2001 werden meerdere aardbevingen gemeten.
- Van februari tot april 2002 werd seismische activiteit gemeten, een uitbarsting volgde op 28 november.
- Op 17 maart 2003 leidde 46 kleine erupties tot een aswolk van 100 meter hoogte. Na 23 juli werd de vulkaar weer rustig.
- In 2005 waren er meerdere erupties: op 21 januari kwam een aswolk van 500 meter hoogte neer op Cabagnaan, 5,5 kilometer naar het zuidwesten; op 20 maart kwam as neer op 5 kilometer ten westen van de vulkaan en op 4 april leidde een aswolk van 1 kilometer hoogte tot een laag as in de plaats La Castellana, zo'n 16 kilometer naar het zuidwesten. Na 25 mei stopte de uitbarstingen.
- Op 3 juni 2006 spuwde de vulkaan stoom en as uit. Tot 25 juli werden 23 uitbarstingen gemeten. De aswolk kwam tot 2 kilometer hoogte.
- Op 10 februari 2008 leidde 21 aardbevingen tot een ontruiming van een gebied 4 kilometer rond de vulkaan. Er volgde echter geen uitbarsting.
- Van 23 augustus tot 1 september 2009 werden 257 aardbevingen gemeten.
- Op 23 november 2015 was er een kleine eruptie van stoom. Op 12 december volgde een uitbarsting met een aswolk van 300 meter hoogte en op 27 december een aswolk van 1 kilometer.
- In de avond van 29 maart 2016 leidde een uitbarsting van 12 minuten tot een aswolk van 1,5 kilometer hoogte. Ook werd een harde knal en vuurballen waargenomen. Er vielen geen slachtoffers.
- Tussen 9 en 11 maart 2020 werden 80 aardbevingen gemeten. Van 21 tot 24 juni werden 278 bevingen gemeten, gevolgd door een aswolk van 200-300 meter hoogte. Niemand mocht binnen de 4 kilometer-zone komen.
- Op 3 juni 2024 leidde een eruptie van 6 minuten tot een aswolk van 5 kilometer hoogte, gevolgd door een sterke aardbeving. Er kwam zelfs as neer in Bacolod, op 85 kilometer afstand. 4.752 bewoners van diverse dorpen rond de vulkaan en langs rivieren vanaf de vulkaan werden geëvacueerd. De schade bedroeg ruim 100 miljoen peso, 23.622 bewoners werden getroffen, net als 23.000 hectare aan suikerrietplantage en minstens 3.421 dieren stierven.
- Op 9 september 2024 werd een serie aardbevingen gemeten, gevolgd door een uitstoot van 9.985 ton aan zwaveldioxide op 10 september. De dag erna werd er zelfs 11.556 ton gemeten en 248 bewoners werden geëvacueerd.
- In de namiddag van 9 december leidde een uitbarsting tot een aswolk van 3 kilometer hoogte. 87.000 mensen werden geëvacueerd in een straal van 6 kilometer.[1]